# Does Humor Belong in Music?
Does Humor Belong in Music? es un álbum en directo del músico y compositor estadounidense Frank Zappa. Contiene grabaciones entre octubre y diciembre de 1984. Fue el primer álbum de Zappa en ser editado exclusivamente en CD (aunque se hicieron versiones bootleg en vinilo).
También se editó un video doméstico (después lanzado en DVD) con el mismo título. "Tinseltown Rebellion", "Trouble Every Day" y "Whipping Post" aparecen en ambas, aunque son de actuaciones distintas. Fragmentos de "Hot-Plate Heaven" también aparecen en el vídeo. La portada del lanzamiento original en CD y el lanzamiento en video, son iguales.

## Lista de canciones
Todas las canciones compuestas por Frank Zappa, excepto donde se indique lo contrario.
1. "Zoot Allures" – 5:26
2. "Tinsel-Town Rebellion" – 4:44
3. "Trouble Every Day" – 5:31
4. "Penguin in Bondage" – 6:45
5. "Hot-Plate Heaven at the Green Hotel" – 6:43
6. "What's New in Baltimore" – 4:48
7. "Cock-Suckers' Ball" (tradicional, arr. Frank Zappa) – 1:05
8. "WPLJ" (Ray Dobard) – 1:31
9. "Let's Move to Cleveland" – 16:44
10. "Whipping Post" (Gregg Allman) – 8:23

## Personal
- Frank Zappa – guitarra líder, voz
- Ray White – guitarra rítmica, voz
- Ike Willis – guitarra rítmica, voz
- Bobby Martin – teclados, saxofón, voz , trompa
- Alan Zavod – teclados
- Scott Thunes –  bajo
- Chad Wackerman – batería
- Dweezil Zappa – guitarra principal en "Whipping Post"